# Kürschners Deutscher Gelehrten-Kalender
Kürschners Deutscher Gelehrten-Kalender ist ein seit 1925 bestehendes Nachschlagewerk, das biografische Daten, Adressen, Forschungsschwerpunkte und Arbeitsgebiete von Wissenschaftlern des deutschen Sprachraums auflistet. Es erschien von 2011 bis 2018 jährlich im Verlag Walter de Gruyter. Neben der Druckausgabe gibt es eine Datenbank mit mehr als 73.970 Einträgen und zusätzlichen Angaben zu etwa 10.000 verstorbenen Personen, deren Tod seit 1996 ermittelt worden ist, sowie die Angaben zu 15.000 Wissenschaftlern im Ruhestand. Aufnahmekriterien sind in der Regel die Habilitation bzw. der Professorentitel sowie die Tätigkeit in Forschung und Lehre an einer wissenschaftlichen Einrichtung.

## Geschichte
Kürschners Deutscher Gelehrten-Kalender ging aus Kürschners Deutschem Literatur-Kalender hervor. Die Verlagsleitung kam damit einem Bedürfnis der Öffentlichkeit nach einem Nachschlagewerk für Wissenschaftler nach. So erstellte Gerhard Lüdtke (1875 bis 1944) die erste Ausgabe des Gelehrten-Kalenders (1925), indem er die Einträge zu Wissenschaftlern aus dem Literatur-Kalender exzerpierte und aktualisierte.
Der ursprüngliche Plan, den Gelehrtenkalender seinem Namen gemäß jährlich erscheinen zu lassen, konnte schon bei der dritten Ausgabe (1928) nicht eingehalten werden. In den folgenden Jahrzehnten erschien der Gelehrten-Kalender in loser Folge mit stetig wachsendem Umfang. Die sechste Ausgabe (1940/41) erschien erstmals in zwei Bänden. 
Die erste Nachkriegsausgabe (1950) wurde von Gerhard Oestreich besorgt. Er entschied sich, in der 8. Ausgabe (1954) nur die Neuerscheinungen der Wissenschaftler seit 1950 aufzuzählen, nicht wie bis dahin sämtliche Publikationen. Diese Maßnahme führte zu einer Verschlankung der Ausgabe, stieß aber bei den Benutzern auf Kritik: Wer sämtliche Veröffentlichungen eines Wissenschaftlers erfahren wollte, musste in der aktuellen und der vorhergehenden Ausgabe nachschlagen, was als umständlich und zeitraubend empfunden wurde. Zudem war die Anschaffung beider Ausgaben für einige Nutzer unerschwinglich und wegen der begrenzten Auflagenzahl der Ausgaben oft schwierig.
Der Bibliothekar Werner Schuder (1917 bis 2006) übernahm nach 1954 die Redaktion des Gelehrten-Kalenders und behielt sie mehrere Jahrzehnte lang. Er reagierte auf die Kritik an der achten Ausgabe, indem es die Publikationslisten in der neunten Ausgabe (1961) wieder in voller Länge gab. Das führte dazu, dass der Gelehrten-Kalender 1961 erstmals wieder in zwei Bänden erschien. Die späteren Ausgaben wuchsen im Umfang erheblich, obwohl die Publikationslisten stark gekürzt wurden. Seit der 22. Ausgabe (2009) umfasst das Werk vier Teilbände.

## Aktuelle Ausgabe
- Kürschners Deutscher Gelehrten-Kalender 2020. 32. Auflage (Print & Online). De Gruyter, Berlin 2019, ISBN 978-3-11-063067-1.